# Liste von Bergen und Erhebungen im Sudan
Dies ist eine unvollständige Liste von Bergen und Erhebungen im Sudan. Sie umfasst die höchsten Erhebungen des nordafrikanischen Landes Sudan.
Das Vorwort Dschebel, Jebel, Jabal, Gebel oder Ähnliches wird bei den Artikelnamen immer weggelassen, da all diese Wörter von dem arabischen Wort Berg abgeleitet sind.

## Berge nach Geographie

### Berge im Norden
- Barkal (98 m)[1]

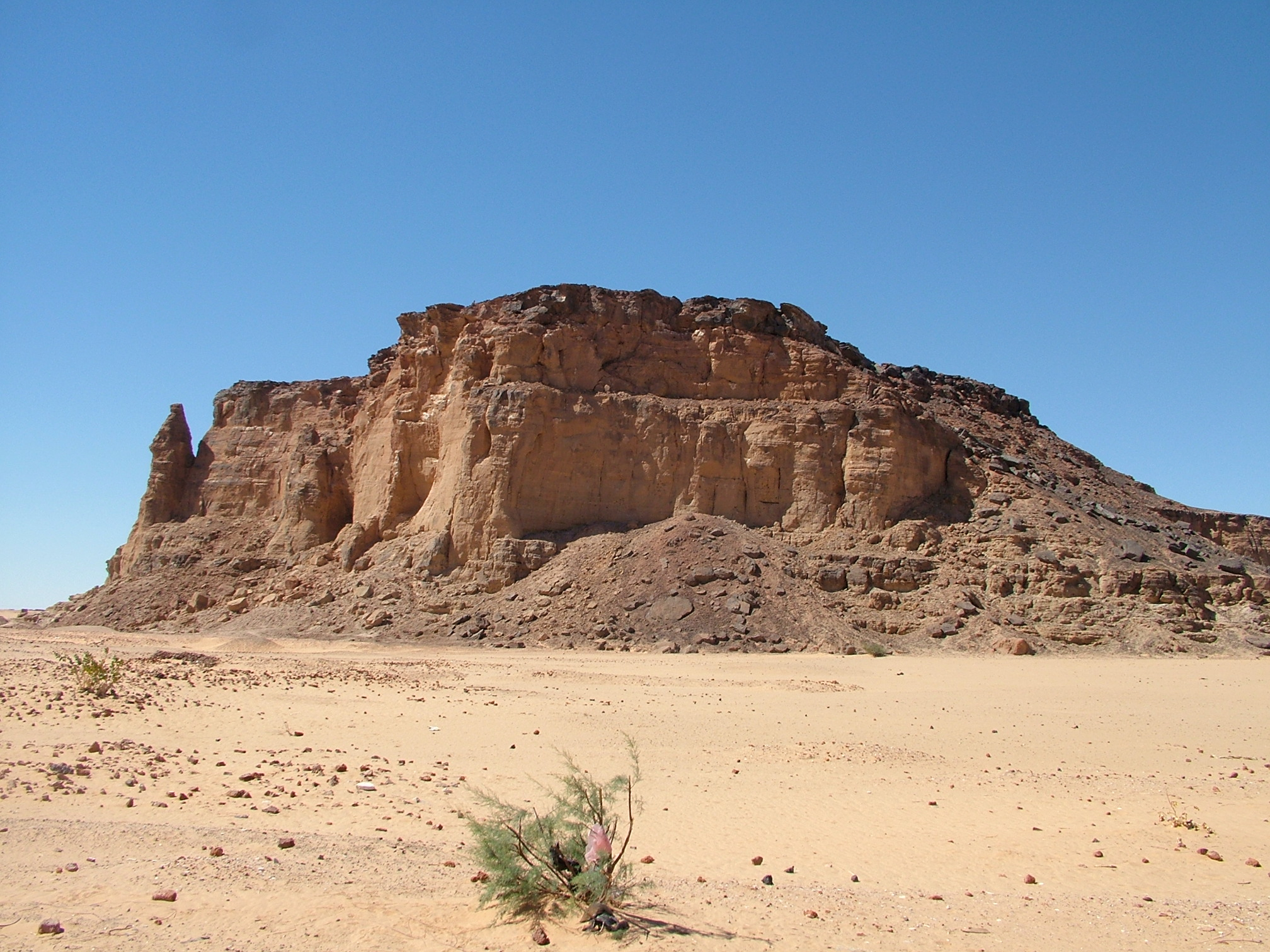
Jebel Barkal

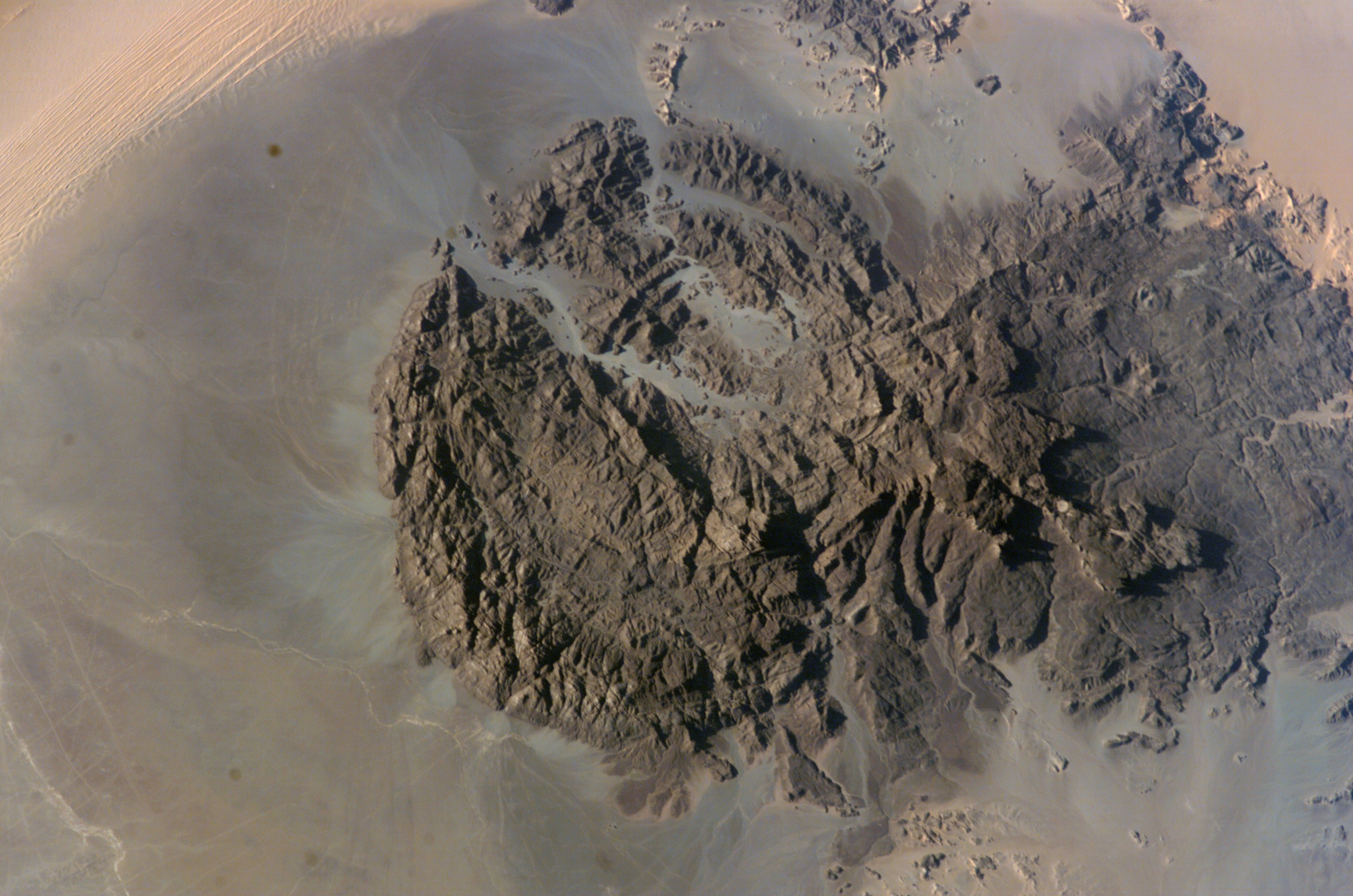
Satellitenbild von Uwainat

- Grenzdreieck von Sudan, Libyen und Ägypten
  - Uwainat (1934 m)
  - Kissu (1708 m)[2]
- Dschibal al-Bahr al-ahmar am Roten Meer
  - Asoteriba (2198 m)[3]
  - Erba (2217 m)[4]
  - Oda (2160 m)[5]

### Berge im Westen
- Marra-Plateau
  - Gurgei (2396 m)[6]
  - Marra (3042 m)[7]
  - Teljo (1790 m)[8]

### Berge im Zentral-Sudan

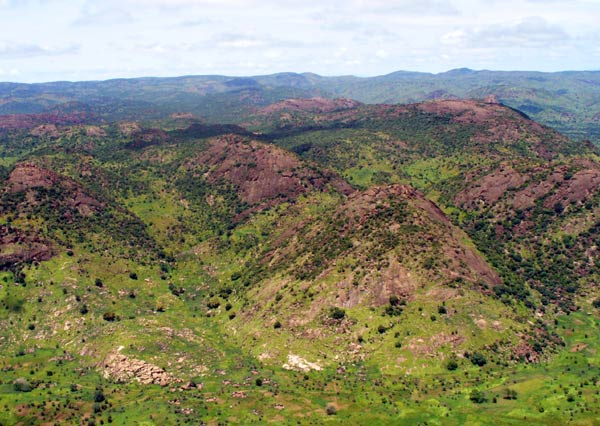
Nuba-Berge südlich von al-Ubayyid

- Nuba-Berge[9][10]
  - Temading (1460 m)[11]
  - ad-Dair (1451 m)
  - Kuror (1240 m)[12]

### Berge im Osten
- Dschazira-Ebene zwischen Blauem und Weißem Nil
  - Muya (664 m) (auch Mayyah oder Moya)
- Region Butana
  - Qeili (539 m) (auch Qeli oder Keheili)
- Region Kassala (Bundesstaat)
  - Jebel Taka (1331 m)[13]
  - Mokram (929 m)[14]

## Berge nach Höhe
| Berg     | Höhe in Meter |
| -------- | ------------- |
| Marra    | 3042 m        |
| Oweinat  | 1934 m        |
| Temading | 1460 m        |
| ad-Dair  | 1451 m        |
| Muya     | 664 m         |
| Qeili    | 539 m         |
| Barkal   | 287 m         |